# Pfahl (Einheit)
Pfahl war ein batavianisches Wegemaß und entsprach der Strecke, die in einer Viertelstunde zurückgelegt werden konnte. Dieses Maß im niederländischen Ostindien (Batavia, Java) rechnete man gegen die duodezimalgeteilte rheinländische Rute auf. Der Pfahl entsprach 300 Ruten oder 1700 Schritt (mittel).
- 1 Pfahl = 300 Ruten = 3600 Fuß (rheinländ.) entspricht 1,3 Kilometer (gerundet)
  - 1 Rute = 5 2/3 Schritt = 12 Fuß (1 F. rheinländ. = 0,3138536 Meter)